# Charlie Whitney
Charlie Whitney (Skipton, 24 giugno 1944) è un chitarrista britannico.

## Carriera
Nel 1966 è fondatore, insieme a Roger Chapman del gruppo blues rock e rock progressivo Family, e ne farà parte fino allo scioglimento, avvenuto nel 1974, prendendo parte a tutte le incisioni della band. Sempre nello stesso anno sarà fondatore della band Streetwalkers, poi scioltasi nel 1977. Dopo queste esperienze, darà inizio alla sua carriera solista.

## Discografia

### Nei Family
- Music in a Doll's House, (1968)
- Family Entertainment, (1969)
- A Song For Me Reprise, (1970)
- Anyway Reprise, (1971)
- Fearless, (1972)
- It's Only a Movie Raft, (1973)

### Negli Streetwalkers
- Chapman Whitney Streetwalkers, 1974
- Downtown Flyers, 1975
- Red Card, 1976

### Solista
- Boast of the Town, con Eddie Hardin e Richard McCracken, 1980
- John Whitney Aka Charlie Whitney, 1990